# クマール・サンガッカラ
クマール・チョクシャナダ・サンガッカラ（シンハラ語: කුමාර චොක්ශන්ද සංගක්කාර、英: Kumara Chokshanada Sangakkara 、1977年10月27日 - ）は、スリランカ・マータレー出身の元プロクリケット選手。元スリランカ代表。ポジションはバッツマン、ウィケットキーパー。
クリケットの歴史の中でも世界屈指のバッツマンであり、史上最高のウィケットキーパーの一人。ムティア・ムラリタランと並び、スリランカを代表するクリケット選手。2012年に世界年間最優秀選手賞であるサー・ガーフィールド・ソバーズ・トロフィーを受賞。